# Caudron C.251
Le Caudron C.251 Et-2 est un biplan français à cockpit ouvert, conçu comme un avion d'entraînement intermédiaire et construit en 1931. 
Il effectue son premier vol au cours du 1er semestre 1931. Il n'est pas entré en production en série.
L'avion construit est une construction en bois et toile. Il est motorisé par un 7-cylindres en étoile refroidi par air Lorraine 7Me Mizar de 240 ch, entraînant une hélice Chauvière bipale de 2,70 m de diamètre en métal.